# Thủy điện Đam'Bri
Thủy điện Đam'Bri hay thủy điện Đa M'bri là thủy điện xây dựng trên dòng Đa M'bri tại vùng đất xã Lộc Tân huyện Bảo Lâm, xã Phước Lộc và xã Triệu Hải, huyện Đạ Huoai, tỉnh Lâm Đồng, Việt Nam .
Thủy điện Đam'Bri có công suất lắp máy 75 MW với 2 tổ máy, khởi công tháng 1/2008, hoàn thành 2010 .

## Chỉ dẫn
1. ↑  Trong tiếng các dân tộc ở đây thì đa hay đạ có nghĩa là nước, sông, suối. Tên suối theo bản đồ là Đa M'bri, và được ghi trên Google Maps là Đập Đa M'bri. Nhiều văn liệu viết khác đi, ví dụ vi-Wikipedia ghi thác Dambri, còn dự án thủy điện ghi tên là thủy điện Đam'Bri và là tên hành chinh của nhà máy.